# Charles Aaron
Charles Aaron (Rockingham, Años 1960) es un periodista y editor musical estadounidense, anteriormente laboró en la revista Spin, donde trabajó durante 23 años.

## Biografía

### Primeros años
Charles Aaron nació en Rockingham, Carolina del Norte, y creció en Asheboro, Carolina del Norte y Rome, Georgia. Asistió a la Universidad de Georgia en Atenas, Georgia, y se graduó en 1985.

### Carrera
Después de graduarse en 1985, Charles Aaron comenzó su carrera periodística en las revistas AdWeek y Sassy. Antes de trabajar a tiempo completo para la revista Spin, trabajó como periodista musical independiente y para otras publicaciones como Rolling Stone, Village Voice y Vibe.
Spin, una revista de música alternativa la cual se lanzó en 1985. Charles Aaron comenzó como colaborador de la revista Spin alrededor de 1991, mientras el género musical hip hop se hacía popular entre el público blanco. En un artículo, se refiere a sí mismo como un "hip hop blanco" y dice que con el tiempo escribió muchos artículos para la revista en reconocimiento al género. Escribió su primer artículo sobre el padre de Snoop Dogg para la revista en 1993. Se unió al personal de la revista Spin en 1996. Asumió sus funciones de editor musical en la revista en 1998 y 2002. En 2011, Aaron fue ascendido a director editorial. BuzzMedia (ahora SpinMedia) se hizo cargo de la revista en 2011 realizando recortes y cambios de personal. Ese mismo año Spin se transformó de 11 números impresos al año a una mayor presencia digital pero con casi la mitad de números impresos. En 2013, se convirtió en editor general. El último número de Charles Aaron en la revista Spin fue en febrero de 2014.
Después de dejar Spin, Aaron escribió para otras revistas, como Rolling Stone y Wondering Sound.

### Vida personal
Aaron vivía en Brooklyn, Nueva York, con su esposa Tristin y su hijo, pero se mudó a Durham, Carolina del Norte, después de dejar la revista Spin.

## Premios
En 2000, Charles Aaron y Sia Michel, ambos de Spin, recibieron el premio ASCAP-Deems Taylor por su cobertura de la carrera de Notorious BIG, que apareció en la edición de enero de 1998 de la revista.
También en 2000, Aaron ganó una Beca Nacional de Periodismo Artístico de la Escuela de Graduados en Periodismo de la Universidad de Columbia.
La Sociedad Estadounidense de Editores de Revistas nombró a la versión para tablet de Spin finalista de sus Premios Ellie en 2012.

## Influencia
Amanda Petrusich, crítica musical, dice que fue influenciada por el periodismo musical de Aaron para la revista Spin.

## En la cultura popular
Se especuló ampliamente que Charles Aaron era el presunto autor detrás de "The Rock Critical List", que apareció en línea en febrero de 1999. Si bien Aaron negó la autoría y no había pruebas creíbles que lo vincularan con la autoría, se creía que la lista había sido escrita por una persona con información privilegiada.